# Drift & Die
Drift & Die (с англ. — «Дрейфовать и умереть») — песня рок-группы Puddle of Mudd, выпущенная 23 апреля 2002 года. Является третьим синглом с дебютного студийного альбома Come Clean. Существует другая версия этой песни, которая есть в мини-альбоме Stuck 1994 года.

## Видеоклип
Видеоклип был снят вокалистом группы Limp Bizkit Фредом Дёрстом в Лос-Анджелесе. На одном из сцен группа Puddle of Mudd исполняет песню на Башне Банка.

## Список композиций
США/Европа Промо
| №  | Название                                   | Длительность |
| -- | ------------------------------------------ | ------------ |
| 1. | «Drift & Die» (Уэс Скантлин, Джимми Аллен) | 4:25         |

Великобритания/Европа Промо
| №  | Название                   | Длительность |
| -- | -------------------------- | ------------ |
| 1. | «Drift & Die (Radio Edit)» | 4:04         |
| 2. | «Drift & Die»              | 4:25         |

## Чарты
| Чарт (2002)            | Высшая позиция |
| ---------------------- | -------------- |
| Billboard Hot 100      | 61             |
| Mainstream Rock Tracks | 1              |
| Modern Rock Tracks     | 3              |